# Бидзина Иванишвили
Бидзина Иванишвили (груз. ბიძინა ივანიშვილი; у Русији познат под именом Борис Григорјевич Иванишвили (рус. Борис Григорьевич Иванишвили; Хорвила, 18. фебруар 1956) је грузијски предузетник, политичар и филантроп, познат као најбогатији Грузијац на свету и оснивач политичке партије Грузијски сан која је освојила највећи број гласова на парламентарним изборима 2012. године.